# Guenelle
Ne doit pas être confondu avec Guenel.
La Guenelle est une rivière française dans le département de la Marne, en ancienne région Champagne-Ardenne, donc en nouvelle région Grand-Est. C'est un affluent gauche de la Marne, c'est-à-dire un sous-affluent de la Seine.

## Géographie

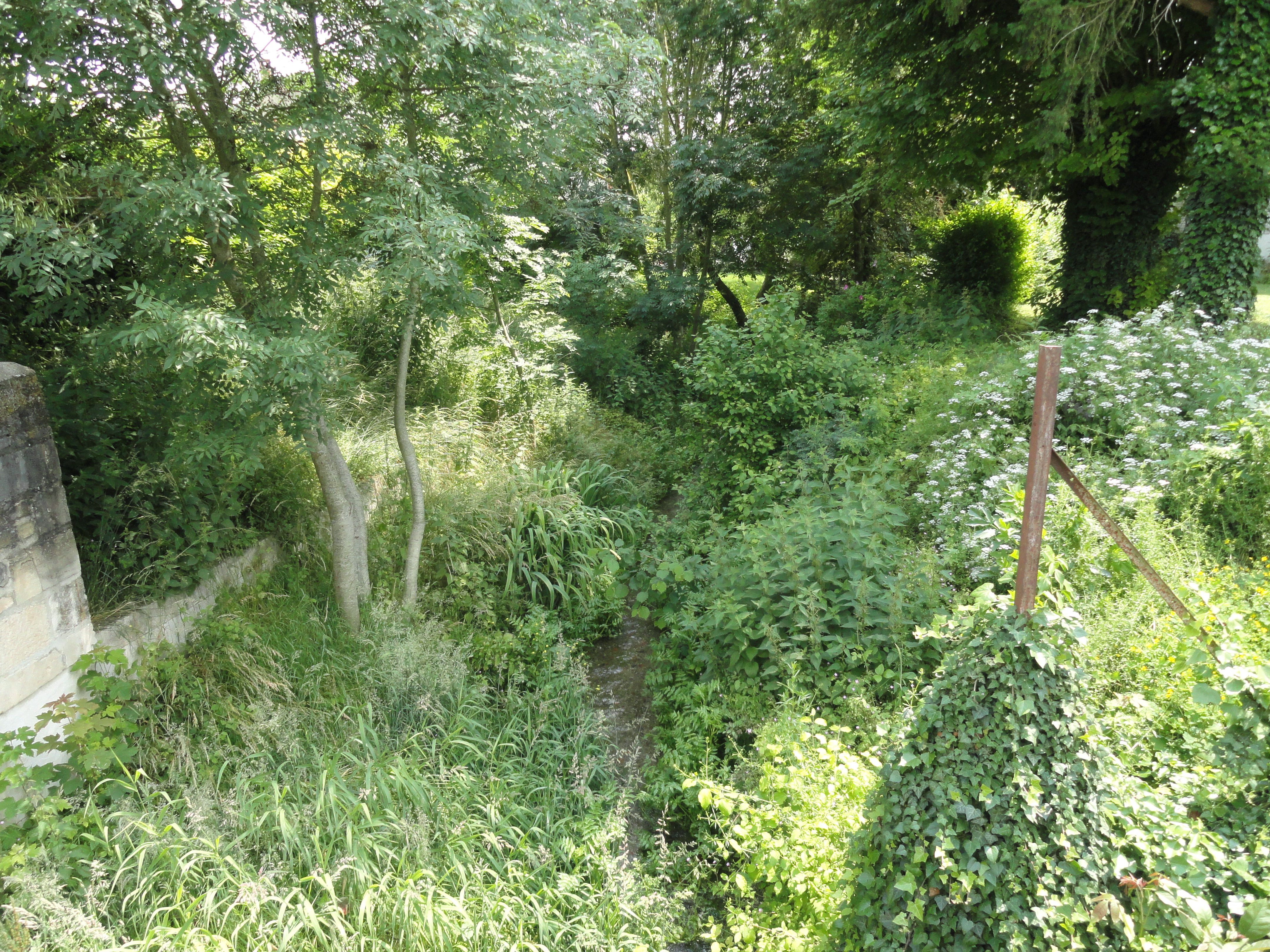
La Petite Guenelle (partie haute de la Guenelle) à Glannes.

D'une longueur de 30,1 kilomètres, la Guenelle prend sa source au sud-ouest de la Côte la Bertaude, à l'altitude 105 mètres environ, sur la commune de Glannes. Dans sa partie haute, sur la commune de Glannes, elle s'appelle aussi la Petite Guenelle.
Après avoir longé la Marne, sur le côté ouest, elle conflue au sud de la commune de Mairy-sur-Marne, à l'altitude 84 mètres, près du lieu-dit le Grand Accru.

### Communes et cantons traversés
Dans le seul département de la Marne, la Guenelle traverse les onze communes suivantes, dans deux cantons, dans le sens amont vers aval, de Glannes (source), Blacy, Loisy-sur-Marne, Drouilly, Pringy, Songy, Saint-Martin-aux-Champs, Cheppes-la-Prairie, Vitry-la-Ville, Togny-aux-Bœufs, Mairy-sur-Marne (confluence).
Soit en termes de cantons, la Guenelle prend source dans le canton de Vitry-le-François-Ouest, traverse et conflue dans le canton d'Écury-sur-Coole, dans les arrondissements de Vitry-le-François et de Chalons-en-Champagne.

### Toponymes
La Guenelle a donné son hydronyme à l'ancienne communauté de communes basée à Mairy-sur-Marne : la communauté de communes de la Guenelle.

### Bassin versant
La Guenelle traverse une seule zone hydrographique La Guenelle de sa source au confluent de la Marne (exclu) (F605) de 219 km2. Ce bssin versant est constitué à 93,49 % de « territoires agricoles », à 4,75 % de « forêts et milieux semi-naturels », à 2,10 % de « territoires artificialisés », à 0,01 % de « surfaces en eau ». 

## Affluents
La Guenelle a quatre affluents référencés ou plus exactement trois affluents et un défluent vers la Marne voisine :
- la rivière la Charonne (rd) 11,4 km avec deux affluents sur six communes et de rang de Strahler trois.
- le ruisseau de l'Étang (rg) 6,6 km sur les deux communes de Loisy-sur-Marne et Maisons-en-Champagne.
- le ruisseau de Valmont, ou ruisseau de Vamont[2] (rg) 1,7 km sur les deux communes de Drouilly et Pringy.
- le ruisseau les Grandes Noues, ou Les Fosses[2] (rd) défluent vers la Marne, 4,4 km sur les cinq communes de :
  - dans le sens amont vers aval, Pringy (source), Songy, Ablancourt, Saint-Martin-aux-Champs, La Chaussée-sur-Marne (confluence).

Donc le rang de Strahler est de quatre.